# 貝拉米 (阿拉巴馬州)
貝拉米（英語：Bellamy）是一個位於美國阿拉巴馬州薩姆特縣的非建制地區和人口普查指定地區。根據2010年美國人口普查，該地人口為543人，而該地的面積約為9.89平方千米。

## 地理
貝拉米的座標為32°26′56″N 88°08′01″W / 32.44889°N 88.13361°W，而該地最高點為海拔高度34米（即112英尺）。